# Ocalona (album)
Ocalona – pierwszy solowy album studyjny polskiej piosenkarki Moniki Kuszyńskiej, wydany 12 czerwca 2012 nakładem wytwórni płytowej EMI Music Poland. Krążek zawiera 11 premierowych kompozycji wokalistki, a singlami promującymi wydawnictwo zostały utwory „Ocaleni” i „Zostań chwilo”.
Płyta znalazła się na 40. miejscu na polskiej liście sprzedaży – OLiS.

## Lista utworów
Opracowano na podstawie materiałów źródłowych.
1. „Zostań chwilo” – 3:44
2. „Moje Anioły na ziemi” – 2:32
3. „Oczy dziecka” – 3:04
4. „Słabość jest siłą” – 3:57
5. „Zesłany nam cud” – 3:28
6. „Kiedy jesteś przy mnie” – 3:10
7. „Mędrzec” – 2:35
8. „Nowa rodzę się” – 4:40
9. „Witaj w moim śnie” – 5:16
10. „Ocaleni” (wraz z chórem z Bitwy na głosy) – 3:22
11. „Mojej Mamie” – 2:45

## Pozycja na liście sprzedaży
| Kraj   | Lista sprzedaży (2012)    | Najwyższa pozycja |
| ------ | ------------------------- | ----------------- |
| Polska | Oficjalna Lista Sprzedaży | 40                |